# جوناثان جاكسون (رجل أعمال)
جوناثان جاكسون (بالإنجليزية: Jonathan Jackson)‏ هو شخصية أعمال أمريكي، ولد في 7 يناير 1966 في شيكاغو في الولايات المتحدة.